# Семецкий, Юрий Михайлович
Ю́рий Миха́йлович Семе́цкий (6 мая 1962) — книгоиздатель, фигура русского фэндома. Стал прототипом второстепенных персонажей множества литературных произведений русскоязычной фантастики.

## Деятельность в фэндоме
С 1983 года активный участник клуба любителей фантастики «Три парсека» при МВТУ им. Баумана, в который, в числе прочих, входили Дмитрий Байкалов, Андрей Синицын, Алексей Свиридов и др. Иногда этот клуб в шутку называли «Три поросёнка». Позднее вместе с рядом участников клуба организовал издательство ТП. Наряду с фантастической литературой, ТП издавало околофантастические книги, многие из которых разошлись малыми тиражами. Известно, что издательство публиковало сборники цитат Нострадамуса, Ванги и Вольфа Мессинга.

## Юрий Семецкий в литературе
У современных русских фантастов существует литературная традиция вводить в произведение второстепенного персонажа по имени Юрий Семецкий, который умирает по ходу действия. В рамках Интерпресскона несколько раз вручалась премия «За лучшее литературное убийство Юрия Семецкого», учреждённая фэн-группой «Мертвяки» в 2000 году.
Олег Дивов даёт следующее разъяснение:

Первое убийство Семецкого произошло случайно… В одной из своих ранних книг Лукьяненко прихлопнул мимоходом Эдуарда Семенецкого. Это вообще проблема: именование второстепенных персонажей. Я стараюсь, чтобы лишних имён в тексте просто не было. Но иногда надо. Так вот — каково же было изумление Сергея, когда к нему подошёл некто и спросил: «Ты зачем меня убил?!». И пока Лукьяненко думал, как реагировать — милостиво разрешил: «Ладно, прощаю, но ты должен тогда пообещать, что будешь убивать меня во всех последующих книгах!». Лукьяненко пообещал… Вслед за Лукьяненко Семецкого начали колошматить все, кому не лень, соревнуясь, кто придумает для убийства самый изощрённый способ.

На встрече читателей с Сергеем Лукьяненко (10.12.2014 года в «Молодой Гвардии») был задан вопрос «Кто такой Семецкий? И за что его постоянно убивают?». Лукьяненко рассказал, что это книгоиздатель и что, когда Семецкий однажды пожаловался, что цыганка нагадала ему смерть в 40 лет, ему в шутку предложили «убивать» его в книгах, чтобы обмануть мрачное предсказание.
Вслед за Лукьяненко традицию «убивать Семецкого» подхватил Владимир Васильев. В романе «Сердца и моторы», где прототипами героев стали сотрудники издательства ТП, Юрий Семецкий погибает от руки наёмного убийцы. Затем Семецкий под фамилией «Емецкий» появился в романе Александра Громова «Шаг влево, шаг вправо», чтобы быть похороненным на Кузьминском кладбище Москвы 31 мая 2002 года, а потом, с полностью опустошенным сознанием, ожить на полярном острове. В романе Юлия Буркина «Звёздный табор, серебряный клинок» погибает сначала сам Семецкий, а потом завод, которым управлял спасённый мозг Семецкого. В романе Анта Скаландиса «Причастные. Скрытая угроза» террорист Семецкий «гибнет» 17 раз (он обладает свойством уходить в другое измерение за мгновенье до взрыва или выстрела, а вслед за тем «оживать»). Эдуард Геворкян зашифровал в повести «Возвращение мытаря» «тайное послание» в виде своего рода «акропрозы». Если сложить вместе все прописные буквы её первого абзаца, то можно прочитать «СЕМЕЦКИЙ УБИТ».
Также в романе Олега Дивова «Саботажник» главный герой обнаруживает на борту российской военной плавбазы памятную табличку с надписью «17 мая 24… 1 года здесь при попытке спасти утопающего судового библиотекаря старшего матроса Семецкого трагически погиб водолаз Лукьяйнен».
В антиутопии Дивова «Выбраковка» командиру группы выбраковщиков, отбившей у заговорщиков главного героя Пэ Гусева, мимоходом сообщают: «Погиб Семецкий».
В книге Андрея Белянина «Сестрёнка из преисподней» мэтр Семецкий — не второстепенный, а один из ключевых персонажей повествования. Здесь он — владелец книжной лавки, торгующий бесценными раритетами. Мэтр Семецкий бессмертен, что не мешает жителям Города регулярно убивать его в надежде получить редкий экземпляр раритетной книги или документа, пока владелец книжной лавки временно находится в лучшем мире. Жители города даже учредили премию за лучшее убийство мэтра Семецкого. В ответ, после стихотворного заклинания Сергея Гнедина, Семецкий начинает мстить своим обидчикам.
В романе Сергея Лукьяненко «Танцы на снегу» свиновод Юрий Семецкий — также один из ключевых персонажей, он вместе со своей внучкой руководит группой бойцов Сопротивления агрессии планеты Иней против Нового Кувейта; Семецкий героически погибает, жертвуя собой, чтобы уничтожить двух основных клонов Эдуарда Гарлицкого, организовавших заговор против земной Империи.
В книгах серии S.T.A.L.K.E.R., особенно в первых её частях, также используется образ Семецкого. Там это легендарный сталкер, который дошёл до Монолита и пожелал бессмертие. Но Монолит, как всегда, исполнил желание по-своему, и Семецкий стал бессмертным, но вместе с тем он каждый день погибал. С тех пор на КПК сталкеров стали приходить сообщения о гибели Семецкого. Сталкеры считают, что получить сообщение о смерти Семецкого — к удаче.
В романе «Стезя чародея» серии книг «Путь Демона» Алексея Глушановского Юрайя Семецкий — комендант пограничной крепости Берст, погибает в первый день осады и восстает в облике умертвия. К концу осады его убивают (упокаивают) окончательно.
В романе Антона Первушина «Звезда» второстепенный персонаж, курсант авиационного училища Семецкий (имя не упоминается), разбивается во время самостоятельного полёта на самолёте «L-39», не сумев выйти из штопора.
Персонажи романа Владислава Крапивина «Ампула Грина» в разговоре упоминают телесериал «Тайна гибели Юрия Семецкого».
В романе «Путевые знаки» Владимира Березина серии «Вселенная Метро 2033», Семецкий — петербургский поэт, которого уносит хищный мутант — птеродактиль, произошедший от чайки. В игре Metro: Last Light, на блокпосте бандитов, двое «братков» поминают Юрку Семецкого, а в госпитале на станций «Октябрьская-кольцевая» Семецкий является одним из умерших от эпидемии.
Снова Лукьяненко убивает Семецкого в романе «Самоволка» из цикла про Центрум. Главный герой, Степан вынужден позаимствовать одежду у трупа год как почившего Юрия Семецкого. Здесь Семецкий упоминается как то ли контрабандист, то ли торговец, который всё время ходил с неким жирным по прозвищу Повар. Погиб в стычке с неизвестным противником, получив пулю в спину.
В книге Анатолия Логинова «Клим Ворошилов −2/2 или три танкиста и собака» снабженец майор Семецкий попадает в плен к немецкой разведки из-за предательства своих помощников. И его вместе с предателями и немцами расстреливает из крупнокалиберного пулемёта командир танкетки. Который, в свою очередь, тоже гибнет, подорвавшись на гранате вместе с пытающимися захватить его в плен немецкими солдатами.
Писатель Михаил Ланцов в книге «Поступь империи» — 7 том цикла «Сын Петра» убивает Юрия Семецкого минимум три раза. Первый Семецкий — поручик стрельцов, отправившийся с небольшим отрядом добровольцев в Молдавию для помощи в борьбе за независимость от империи Габсбургов. Погиб в стычке с австрийцами. Второй- капитан корабля, плывшего в Индонезию. Его съели аборигены. Третий- прораб на стройке, погибший под сорвавшимся блоком дома.